# 王将 (1962年の映画)
「王将」（おうしょう）は1962年11月23日公開の日本映画。製作は東映東京撮影所、配給・東映。白黒映画。

## 概要
北條秀司が1947年に発表した戯曲『王将』の三度目の映画化である。三國連太郎が演じる将棋棋士坂田三吉を描く。三國は当時東映と専属契約を交わしていた。続編に1963年公開の『続・王将』。
企画は当時の東映東京撮影所（以下、東映東京）所長・岡田茂。岡田が打ち出した"名作路線"第一弾。主題歌『王将』を歌った村田英雄自らも出演。当時東映は村田のヒットメロディの映画化を企画していた。岡田は著書で本作を村田英雄の初主演映画と述べている。村田に「仁王の刺青を入れろ」と迫ったら、村田は「勘弁してくださいよ」と及び腰だったが承諾したという。音楽の伊福部昭は、1955年の『王将一代』に続けての参加となる。

## あらすじ
明治40年、大阪。通天閣（当作では広告は「ライオンはみがき」ではなく、「仁丹」になっている）を眺める天王寺の長屋に住む、素人将棋指しの坂田三吉は、将棋に夢中。家業の草履作りも怠り、「天王寺の三やん」のあだなで有名になり、娘の玉枝の一張羅を質にいれて、将棋大会に参加していた。帰宅すると、絶望した妻の小春が仏壇（厨子）を抱えて家出しようとしており、三吉は必死に謝り、小春が信心している妙見はんに誓って、将棋をやめると約束する。玉枝は坂田から託された、将棋の盤駒を、崖の下に捨てる。
しかし、将棋をやめたはずの三吉は、盤駒をいつのまにか回収し、草履作りにも気持ちがはいらず、一人での将棋に夢中になっている。坂田家には、「関西素人・東京棋士　対抗将棋大会」の案内の葉書がくるが、小春の長屋仲間が葉書を隠していた。ところが、どうして知ったのか、三吉は大会会場に現れる。連勝した三吉は、東京の関根七段と戦うが、千日手の規定で敗れる。そこへ、長屋仲間の新蔵が現れ、三吉が仏壇（厨子）を質にいれて大会の出場費を得たことに絶望した小春が、母子で家出したことを知らせる。驚いて帰宅した三吉だったが、鉄道自殺を図ろうとした小春たちは、無事、帰ってきた。三吉は将棋を本当にやめることを決意し、将棋盤を再度、崖の下に捨てる。だが、小春は三吉の将棋への強い思いを考え、「好きなだけ将棋をしていい。そのかわり、将棋だけで食べていける玄人になってほしい」と三吉に伝える。そこに、将棋大会で一緒だった宮田と西村が訪れ、三吉の後援会を作りたいと提案する。
十年後の大正五年、専門棋士七段となった三吉は、全日本の王座をかけて関根八段と対局する。五番勝負が二勝二敗となり、最終局は小田原での対局となる。玉枝は三吉の対局場で立会い、小春は、対局場そばの「妙見はん」を祭っている寺でお題目を唱えていた。形勢不利だった三吉は奇手「二五銀」を放ち、勝利を得た。箱根の旅館で関係者による祝勝会が開かれるが、玉枝は「二五銀はマグレで、ヤマカンで打ったのちがうか」と指摘する。三吉は怒って玉枝に手を出すが、小春にとめられる。三吉は玉枝の言うとおりだと認め、「わしの打った銀は泣いていた」と語る。海岸まで出た三吉は、海にむかって法華の団扇太鼓を叩きながら、妙見はんに題目を唱える。
以降、関根・坂田戦は１１戦して坂田が七勝して、坂田は八段に進む。大正八年、名人位の継承問題が起こるが「坂田は知性・教養が不足」とした東京棋界は、関根八段に十三世名人と継がせようとする。坂田の後援者の宮田が、東京に交渉に向かった。そして東京側は、坂田の了解を得るために、小沢七段を派遣した。三吉は小沢にむかって「将棋は学問や経歴で指すもんだっか？」と怒りをあらわにする。そしてその頃、妻・小春は病に倒れていた。
毎朝新聞の大倉は、三吉を「関西名人」にしようとすすめていたが、三吉は「将棋盤と相談」した後、「将棋盤に王将は二枚あるが、勝ち残るのは一枚だけや。そして、将棋の名人にふさわしいのは、わいやない。関根はんや。それが将棋の神さんのお告げや」と病床の小春に語る。
同大正八年秋、関根名人襲位の祝賀会に出席するために、三吉は弟子の毛利とともに上京し、小沢七段が出迎える。芸者たちが現れて三吉は恐れおののくが、やがて現れた関根に「まことに、おめでとうさんでございます」と三吉は祝福の声をかける。三吉はさらに「あんたがおらへんかったら、わてはこれほどの将棋指しになれてまへん」と語り、祝いの品として、自身で作った藁草履を渡す。関根は坂田に感服する。
そこに大阪から、坂田あてに玉枝からの電話が入り、小春が危篤状態だと伝える。三吉は「死んだらあかんで」と叫び、電話機にむかって題目を唱え続ける。小春がやすらかな表情で死去した後、小春が大事にしていたお守りの中身は「王将」の駒であったことが、わかる。
三吉は天王寺付近の街にたたずむ。三吉死後の昭和３０年に、三吉に「王将・名人」が与えられたことが、文字・ナレーションで伝えられて映画は終わる。

## スタッフ
- 監督：伊藤大輔
- 原作：北条秀司
- 脚色：伊藤大輔
- 企画：亀田耕司 、 吉野誠一
- 撮影：藤井静
- 音楽：伊福部昭
- 美術：進藤誠吾
- 編集：長沢嘉樹
- 録音：加瀬寿士
- スチル：加藤光男
- 照明：桑名史郎
- 将棋指導：升田幸三
- 助監督：佐藤純彌
- 主題歌 『王将』作詞:西條八十、作曲:船村徹、歌唱：村田英雄

## キャスト
- 坂田三吉：三國連太郎
- 小春（三吉の妻）：淡島千景
- 玉枝（三吉の長女）：三田佳子
- 玉枝（少女時代）、ナレーション：岡田由紀子
- 関根名人：平幹二朗
- 宮田（三吉の後援者）：殿山泰司
- 西村（三吉の後援会長）：花澤徳衛
- 毛利（三吉の弟子）：千葉真一
- 田河：河合絃司
- 松井：杉義一
- 中浜：岡野耕作
- 金杉	菅原通済
- 大倉（三吉を後援する毎朝新聞の記者）：神田隆
- 小崎：香川良介
- 柘植：岡部正純
- 新蔵（三吉の天王寺の長屋仲間のうどん屋）：谷晃
- お幸：赤木春恵
- 古着屋：相馬剛三
- 女中：不忍郷子
- 木田：滝沢昭
- 小夜：谷本小代子
- 榊原（三吉の弟子）：村田英雄

## 興行
『王将』主題歌を100%生かし切った脚本も良く、阪妻版『王将』とは異質の雰囲気を作る三国の好演も光り大ヒット。岡田茂東映東京所長が仕掛けた" 東映ギャング路線"の、勝負作として出したシルバーウィーク大作『暗黒街最後の日』も大ヒットし、ようやく東映現代劇が軌道に乗ったと認識された最中での、本作の大ヒットで、東映東京全体が意気上がった。

## 東映名作路線
本作の大ヒットを見て、岡田所長は即座に続編製作を決定し、" 東映ギャング路線 "に続き"(東映)名作路線"を敷くことを決めた。"東映名作路線"は、過去に映画化された名作を新しい観点で再映画化（リメイク）するという試みだったが、旧来の再映画化というだけでは、中年層の客しか吸引できないと、この路線のシンになるものを打ち立てようと模索した。本作『王将』の伊藤大輔監督は「勝負師としての坂田三吉を描くとともに、妻の小春や娘玉枝との微妙な人間感情にかなり力を注いだ」と話した。"名作路線"は、『王将』の後、『無法松の一生』が第二弾で、村山新治監督は未亡人に対する主人公の恋情を正面に押し出した。1963年のゴールデンウイークに公開された『無法松の一生』も各地で大ヒット。続く『海軍』は旧作『海軍』（1943年松竹）が男同士の友情に主眼点があったのに対して、東映版は戦争中の若い男女の愛情を大きなテーマにした。『馬喰一代』は、"名作路線"延長の試金石として製作されたもので、三国連太郎、新珠三千代の愛情に大きな重量をかけることになった。岡田所長は「メロドラマは弱いといわれる東映にあって、人間愛の追究をこうした形で強調しようと心がけてきたのだ。これは旧作そのままの再映画化の場合だけではなく『人生劇場 飛車角』などの企画についてもいえる。飛車角とおとよの"愛情"を通じて、人間的な情愛を強調したところに新しいネライがあった。そして近い将来、東映の現代劇は名作路線を延長して"人間愛路線"を確立し、他社のメロドラマや純愛ものに対抗して女性観客動員に役立つようになるだろう」と話した。東映任侠路線の魁として著名な『人生劇場 飛車角』や、東映女性路線の魁になった『五番町夕霧楼』は、この"東映名作路線"の新しい観点でのリメイクという発想から生まれた派生作品であった。また岡田は1960年代後半から、極端な男性路線を敷くが、1963年当時は、松竹や東宝、日活が強かったメロドラマや純愛ものに対抗した女性路線という考えも持っていたものと見られる。

## DVD・ネット配信
- 2014年7月11日より、東映ビデオよりDVDが発売されている。
- YouTubeの「YouTubeムービー」からは、300円で有料配信されている。

## 同時上映
『カレーライス』
- 原作：阿川弘之 / 脚本：舟橋和郎、渡邊祐介 / 監督：渡邊祐介 / 主演：江原真二郎